# گرگ ال. سیمنزا
گرگ ال. سیمنزا (انگلیسی: Gregg L. Semenza؛ زادهٔ ۱ ژوئیهٔ ۱۹۵۶) دانشمند و پزشک اهل ایالات متحده آمریکا است. وی مدیر تحقیقات عروقی مؤسسه مهندسی سلول دانشگاه جان هاپکینز است. سمنزا همچنین برندهٔ جوایزی همچون جایزه نوبل فیزیولوژی و پزشکی شده‌است.
در سال ۲۰۱۹ بود که نوبل پزشکی گرگ سیمنزا رسید و دلیل آن کشف این بود که یکی سلول چگونه حضور اکسیژن را حس کرده و پاسخش در قبال آن چیست.
پژوهش‌های این دانشمند در رابطه با مسائل گسترده پزشکی از جمله، سرطان، باردار شدن، کمبود اکسیژن در ارتفاعات و ترمیم زخم بوده‌است.